# Língua palula
Palula (também chamada Phalura, Palola, Phalulo, Ashreti (Aćharêtâʹ) ou Dangarikwar, nome usado pelos falantes de Khowar speakers), é uma língua Dárdica falada por cerca de 10 mil pessoas nos vales de Ashret e Biori, bem como na vila de Puri (ou Purigal) no vale de Shishi e por parte da população da vila de Kalkatak,distrito de Chitral da província de Khyber Pakhtunkhwa, Paquistão. Uma variante dessa língua é falada na vila de Sau no Afeganistão. Outra variante é falada na vila de Khalkot, distrito de Dir. O nome Palula é pronunciado /paaluulaá/, com três vogais longas e uma tonicidade crescente na sílaba final.
As pessoas de Ashret são importantes porque estão estrategicamente localizadas na entrada principal de Chitral. Todas as pessoas que entrar em Chitral através do passo de Lowari, a passagem alta que conecta Chitral a Dir e ao resto do Paquistão, devem passar pelo posto de controle alfandegário em Ashret..
A área onde Palula é falada inclui 35° 28′ N, 71° 53′ L
Segundo a tradição, o povo de Ashret é originário de Chilas, no vale do rio Indo, no Paquistão. O Mehtar ou governante de Chitral nomeou esse povo como guardião da porta de Chitral em Ashret. A tradição que o povo de Ashret originalmente vem de Chilas é apoiada por genealogias registradas localmente, bem como registros históricos independentes, tanto de Chitral como do vale do Indo. Há uma data desconhecida para esta história, mas parece que aconteceu 250-500 anos atrás. As pessoas atuais de Chilas falam a relacionada língua shina. Qualquer conexão que eles possam ter com o povo de Ashret foi perdida.
A língua Palula foi documentada por George Morgenstierne (1926, 1941), Kendall Decker (1992), Henrik Liljegren (2008, 2009, 2010) e Henrik Liljegren & Naseem Haider (2009, 2011). É classificada como língua dártica, mas é mais uma classificação geográfica do que linguística.
Em algumas das aldeias menores, Palula deixou de ser falada (na aldeia de Ghos, situada perto de Drosh) ou seus falantes estão em grande parte mudando (como em Puri e Kalkatak) para a mais falada língua khowar. No entanto, nos principais assentamentos Palula nos vales Biori e Ashret, é uma língua forte, vibrante e crescente, à medida que a população nessas áreas aumenta, e ainda é com algumas exceções a língua materna de quase todas as pessoas.
Em 2004, a Anjuman-e-taraqqi-e-Palula, a Sociedade para promoção de Palula, foi fundada por pessoas da comunidade de Palula para promover o uso continuado de sua língua e encorajar pesquisa e documentação de sua língua, história e cultura. . Após o estabelecimento de uma forma escrita da língua, a sociedade está agora empenhada em produzir literatura e material educacional em Palula. Em 2006, Palula Alifbe (livro do alfabeto de Palula) e Palula Shiluka (histórias de Palula) foram publicadas em conjunto pelo Anjuman-e-taraqqi-e-Palula e pelo Frontier Language Institute em Peshawar.
Em 2008, um programa educacional baseado na língua materna foi lançado por um comitê local de gerenciamento escolar em Ashret, e um primeiro grupo de crianças Palula pôde começar a aprender a ler e escrever em seu próprio idioma. Desde 2010, duas escolas operam dentro deste programa em Ashret, usando um currículo desenvolvido pela própria comunidade com a ajuda do Fórum para Iniciativas Linguísticas (um centro regional de recursos lingüísticos baseado em Islamabad).
O lingüista norueguêsGeorg Morgenstierne afirmou que Chitral é a área com a maior diversidade linguística no mundo, mas muitas das línguas faladas na área são de fato relacionadas como descendentes de um hipotético proto-indo-europeu. Embora Khowar seja a língua predominante de Chitral, mais de dez outras línguas são faladas ali. Estes incluem a  Kalasha-mun, Palula, Dameli,  Gawar-Bati, línguas nuristani, Yidgha,  Burushaski, Gujjar,  Wakhi, Quirguiz, Persa e Pachto. Como muitas dessas línguas não têm forma escrita, as escritas usadas são do Urdu ou do [[língua persa|Persa].

## Fonologia

### Vogais
Sons vogais Palula.
|         | Anterior | Central | Posterior |
| ------- | -------- | ------- | --------- |
| Fechada | i iː     |         | u uː      |
| Medial  | e eː     |         | o oː      |
| Aberta  |          | a aː    |           |

Existe anasalização, porém, limita-se a vogais que precedem sibilantes ou nasais, também no final da palavra.

### Consoantes
Sons consoantes do Palula.
|           |           | Labial | Coronal | Retroflexa | Palatal | Velar | Uvular  | Glotal |
| --------- | --------- | ------ | ------- | ---------- | ------- | ----- | ------- | ------ |
| Nasal     | Sonora    | m      | n       | ɳ          |         |       |         |        |
| Nasal     | Respirada | mʱ     | nʱ      |            |         |       |         |        |
| Oclusiva  | Surda     | p      | t       | ʈ          |         | k     | (q [x]) |        |
| Oclusiva  | Sonora    | b      | d       | ɖ          |         | ɡ     |         |        |
| Oclusiva  | Aspirada  | pʰ     | tʰ      | ʈʰ         |         | kʰ    |         |        |
| Oclusiva  | Respirada | bʱ     | dʱ      | ɖʱ         |         | ɡʱ    |         |        |
| Africada  | plana     |        | ts      | tʂ         | tʃ      |       |         |        |
| Africada  | Aspirada  |        | tsʰ     | tʂʰ        | tʃʰ     |       |         |        |
| Fricativa | Surda     | f      | s       | ʂ          | ʃ       | x     |         | h      |
| Fricativa | Sonora    |        | z       | ʐ          | ʒ       | ɣ     |         |        |
| Lateral   | Sonora    |        | l       |            |         |       |         |        |
| Lateral   | Respirada |        | lʱ      |            |         |       |         |        |
| Rótica    | Sonora    |        | r       | ɽ          |         |       |         |        |
| Rótica    | Respirada |        | rʱ      |            |         |       |         |        |
| Semivogal | Sonora    |        |         |            | j       | w     |         |        |
| Semivogal | Respirada |        |         |            | jʱ      | wʱ    |         |        |

### Tons
Como muitas línguas dárdicas, Palula mostra tons ou, como no caso do Palula, um sotaque.
As palavras podem ter apenas um sotaque de   mora, que está associado ao tom agudo; o restante da mora tem um tom padrão ou baixo.

## Amostra de texto
ڇھَترولَ اَنگرےزَانوم خبَار دِتِ کِ رَاژِی مُقَبِلَ بھَانُ. تھَنِیتوۡ تَ اَڅھَرےتِی خَلَکَ گِیَ تَا تھےۡ تا بےۡ بَ آ مِیش تَسِی نو بَ سُلطَان محَمَد سوۡ مَیدونے نِکھَاتُ کِ مَ کھِلےۡی درھَکَانُ.

Transliteração
Ċhatróola angreezaanóom xabaár díti ki ráajii muqaabilá bháanu. Thaníito ta achareetíi xálaka gíia táa the táa be ba áa míiš tasíi nóo ba Sultaan Mhamád so maydóonee nikháatu ki ma khiléy drhakáanu.

Português

Em Chitral, um britânico anunciou que haveria um cabo-de-guerra. E o povo de Ashret fui lá ver. Quando chegaram um homem, cujo nome era Sultan Muhammad, saiu para o campo e disse que iria puxar a corda sozinho.<ref>Fli-online